# Du und ich (1938, Wolfgang Liebeneiner)
Du und ich ist ein deutscher Spielfilm, den die Terra Film 1938 unter ihrem Imprint „Minerva“ produziert und durch ihren hauseigenen Verleih am 7. November 1938 in die Kinos gebracht hat.
Der von Eberhard Frowein und Curt J. Braun nach Eberhard Froweins Roman Du selber bist das Rad (1937) geschriebene und von Wolfgang Liebeneiner inszenierte Film (Unternehmerdrama, Ehefilm) erzählt über eine Spanne von mehreren Dekaden hinweg die Geschichte des sächsischen Webers Johann Uhlig, der im ausgehenden 19. Jahrhundert sich und seine Familie als Heimarbeiter nur notdürftig ernähren kann, während der Zwischenhändler gut an ihm verdient. Ein hochsinniger Großhändler verschafft Johann Kredite, die es ihm ermöglichen zu expandieren und eine Fabrik zu gründen. Aus der Missgunst des ausgebooteten Zwischenhändlers und den Verwerfungen, die die wirtschaftliche Ordnung durch den Ersten Weltkrieg und die Novemberrevolution erleidet, erwachsen jedoch neue Hindernisse, die sich dem Aufbauwillen des beherzten Unternehmers in den Weg stellen. Erzählt wird die Geschichte aus der Perspektive von Johanns Ehefrau Anna, die ihren Mann einerseits bedingungslos unterstützt, andererseits aber auch diejenige ist, die unter seinem kompromisslosen Einsatz für das wachsende Unternehmen am meisten leidet.

## Handlung

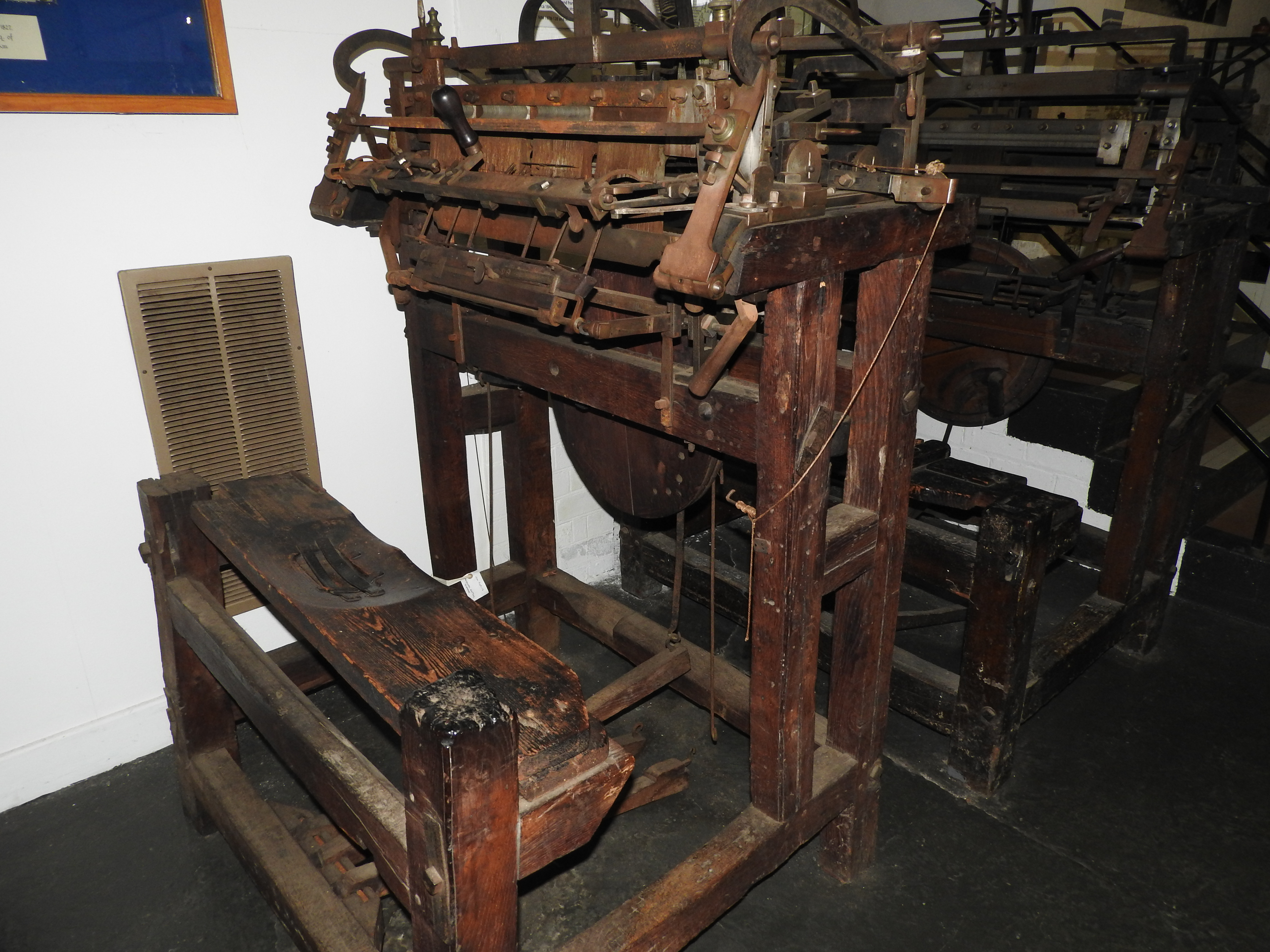
Ein historischer Wirkstuhl

Ort der Handlung ist zunächst ein Dorf im Erzgebirge, die Zeit das ausgehende 19. Jahrhundert. Schon in dritter Generation fertigt Johann Uhlig am ererbten Wirkstuhl in Heimarbeit Strümpfe, die Zwischenhändler Merkner ihm regelmäßig abnimmt. „Sag mal Johann, arbeitest du eigentlich gern?“, fragt seine Frau Anna ihn in der ersten Szene des Films. Anna und Johann lieben sich innig, doch fühlt Anna, dass sie und ihr Mann von der Arbeit, die ihnen kaum Luft zum Atmen lässt, gefangen gehalten werden; inständig hofft sie, dass wenigstens Otz, ihr kleiner Sohn, sich von dem Gewerbe einmal wird frei machen können. Johann selbst scheint sich mit den Umständen seines Lebens arrangiert zu haben. Anders als die Wirker, die seine Freunde sind, sucht er sein Heil weder bei Gott noch im Sozialismus.
Die Tretmühle, die Johanns Arbeit am Wirkstuhl auch buchstäblich ist, wäre ewig so weitergegangen, hätte Anna ihrem Mann an dessen 30. Geburtstag nicht zugeredet, seine Freunde einmal zum Bier in die Gastwirtschaft einzuladen. Die Zeche beläuft sich auf 12,40 Mark: viel mehr, als Johann bezahlen kann. Um das Geld aufbringen zu können, verkauft er seine nächste Lieferung Strümpfe ausnahmsweise nicht an Zwischenhändler Merkner, sondern an den rumänischen Händler Forescu, der ihm den besseren Preis bietet. Wegen des Vertragsbruchs lässt Merkner Johann im Anschluss für drei Monate sperren. In der Hoffnung, ihre Ware dort verkaufen zu können, machen Johann und Anna sich zu Fuß auf den weiten Weg zur Leipziger Messe.
Nach ihrer Ankunft in Leipzig erfahren sie, dass sie als Kleinanbieter auf der Messe gar nicht verkaufen können. Auf der Suche nach einem Abnehmer für seine Ware gelangt Johann in das Strumpfgeschäft Schütz. Die geschäftstüchtige Directrice kann neue Ware im Moment zwar nicht gebrauchen, Johanns volkstümliche Erscheinung, die zur Eleganz des Verkaufsetablissements in schroffem Gegensatz steht, gibt ihr allerdings eine Werbeidee ein: Sie möchte den gutaussehenden „Quersackindianer“ aus dem Erzgebirge in ihrem Schaufenster beim Strumpfwirken ausstellen. Als Johann das Ansinnen ablehnt, erkundigt Inhaber Schütz sich, ob Johann auch feine Seidenstrümpfe fertigen könne, möglicherweise in besserer Qualität als die Ware, die Schütz bisher aus England bezieht. Johann bestätigt dies, und obwohl er noch nicht weiß, woher er die Produktionskapazität nehmen soll, verpflichtet er sich, Schütz künftig 500 Paar im Monat zu liefern. Da Johann 50 % billiger verkauft als Merkner, geht Schütz das Risiko ein.
Nach der Rückkehr ins Dorf involviert Johann die Wirker, die im selben Mietshaus wohnen wie er, und kauft das baufällige Haus dann auf, um es in eine Fabrik zu verwandeln. Durch Beleihung des Hauses kommt er wiederum zu genug Kapital, um dem Maschinenbauer Pulvermacher eine Anzahl moderner Wirkmaschinen abzukaufen. Als diese Veränderungen sich herumsprechen, versucht Zwischenhändler Merkner erneut, mit Johann ins Geschäft zu kommen. Johann lehnt ab, was Merkner ihm sehr übel nimmt.
Johanns Betrieb wächst zu einer kleinen Fabrik heran. Johann und Anna haben viele Aufträge und leben im Wohlstand, sind allerdings noch immer hoch verschuldet. An Annas Kummer darüber, dass ihr Mann nur für die Arbeit lebt und ihre Liebe darüber vernachlässigt, hat sich nichts geändert. Als ihr zugetragen wird, dass Johann sich mit der Kellnerin Minna trifft, kommt es zwischen den Eheleuten erstmals zu einer offenen Verstimmung. Wie unbedeutend ihre ehelichen Differenzen sind, offenbart sich jedoch, als der auf Rache erpichte Merkner Johanns Wechsel aufkauft und ihm, um sein Lebenswerk zu zerstören, den Gerichtsvollzieher ins Haus schickt, der die Wirkmaschinen pfändet.
Wieder hält Schütz (nomen est omen) seine schützende Hand über Johann und bringt ihn mit Bankier Balke zusammen, der ihm – da Schütz für Johann bürgt – zu dem Kapital verhilft, das nötig ist, um die Fabrikation mit Hilfe einer neuen Dampfmaschine auf moderne Methoden umzustellen.
Zehn Jahre später. Obwohl die 30.000 Mark, die Johann von Balke geliehen hat, immer noch nicht abbezahlt sind, geht es dem Unternehmen glänzend, die Produktion wurde diversifiziert und weiter modernisiert, Hunderte von Arbeitern verdanken Johann ihre Existenz. Da bieten die Chemnitzer Grossisten 700.000 Mark für die Fabrik. Ein zweites Mal begehrt Anna gegen ihren Mann auf. Sie will, dass Johann, damit sie endlich frei werden, das Angebot annimmt, und stellt ihn schließlich sogar vor ein Ultimatum: er müsse zwischen ihr und der Fabrik wählen. Dabei fällt ihr Otz in den Rücken, ihr inzwischen erwachsener Sohn, der wie sein Vater das Kaufangebot ablehnt. Johann argumentiert, dass Otz gar nicht frei gemacht werden müsse, da er längst frei sei. Da sie Johann liebt,  gibt Anna erneut klein bei und bleibt bei ihm.
Der Erste Weltkrieg beginnt und schädigt Johanns Geschäfte schwer – nicht nur dadurch, dass der Juniorchef Otz als Soldat an die Front muss, sondern auch durch das Wegbrechen des internationalen Markts und dadurch, dass der Betrieb, weil er als nicht kriegswichtig eingestuft wird, keine Kohlen für die Dampfmaschine mehr bekommt. Johann gibt nicht auf und führt die Arbeit im kleinen Maßstab am alten Wirkstuhl weiter.
Vier Jahre später, während der Novemberrevolution, brandmarken die aufständischen Matrosen Johann, obwohl dieser offensichtlich zur Heimarbeit zurückgekehrt ist, als „Kapitalisten“ und fordern die Vergemeinschaftung der brach liegenden Fabrik. Mit Hilfe der aus dem Felde zurückgekehrten Soldaten baut Johann den Betrieb dann ganz von vorn auf.
Als er vor Entkräftung schließlich stirbt, übernimmt Otz, der unversehrt von der Front heimgekehrt ist, das Unternehmen. Schon als Kinder waren Otz und die Tochter von Schütz, Friedel, gute Freunde. Als Erwachsene heiraten sie. Einige Jahre später – die Zeit der Handlung ist jetzt die Gegenwart – fragt Liesel ihren Mann beiläufig: „Sag mal Otz, arbeitest du eigentlich gern?“

## Produktion und Uraufführung
Walter Tost war einer der effizientesten Produzenten, den die Terra hatte. Allein im Jahr 1938 hat er für das Unternehmen – neben Du und ich – fünf weitere Filme produziert, und auch 1939 insgesamt vier. Seine kommerziell erfolgreichsten Projekte (Alarm auf Station III, Die gute Sieben, Blutsbrüderschaft, Sein Sohn, Kleine Mädchen – große Sorgen, Zirkus Renz) hatte er, während er Du und ich vorbereitete, allerdings noch vor sich. Als Regisseur engagierte er Wolfgang Liebeneiner, der eigentlich vom Theater her kam und erst 1937 zur Filmregie gekommen war, dort aber von Anfang an Arbeiten erzeugt hatte, die beim Publikum weit überdurchschnittlich stark nachgefragt waren. Dass als Drehbuchautor Eberhard Frowein gewählt wurde, rückt Du und ich in die Nähe des ebenfalls 1938 uraufgeführten UFA-Spielfilms Am seidenen Faden, denn Frowein hat auch für diesen – und erneut auf der Grundlage eines eigenen Romans – die Geschichte eines Unternehmers geschrieben, mit der im Sinne der nationalsozialistischen Volksgemeinschaftsideologie exemplarisch aufgewiesen wird, dass die Interessen von Arbeitgebern und Arbeitnehmern, wenn man die ersteren nur gewähren lässt, gar keinen Gegensatz bilden, sondern vielmehr auf Schönste harmonieren.
Weitere Mitglieder des Produktionsstabs:
- Aufnahmeleitung: Conny Carstennsen, Willy Laschinsky
- Regieassistent: Kurt Hoffmann
- Kameraassistent: Rudolf Bredtschneider
- Bauten: Robert Herlth, Werner Schlichting, Kurt Herlth
- Maske: Ilse Siebert, Franz Siebert
- Kostüme: Ruth Wagner
- Ton: Ernst Otto Hoppe
- Technische Beratung: Robert Götze

Liebeneiners Leistung als Regisseur liegt darin, dass er Froweins stark ideologisches Drehbuchmaterial mit Hilfe der schauspielerischen Leistungen von Brigitte Horney und Joachim Gottschalk, die hier zum ersten Mal ein Leinwandpaar bildeten (bis 1941 folgten drei weitere Horney/Gottschalk-Filme), in einen anrührenden Ehefilm umgebogen hat. Horney war spätestens seit ihrem Auftritt in dem Geschichtsfilm Der Katzensteg (1937) eine Garantin für 3 Mio. und mehr verkaufte Kinoeintrittskarten; ihren profitabelsten Einsatz als Leading Lady hatte sie 1941 in dem Liebesdrama Illusion. Im Gegensatz zu anderen zeitgenössischen Filmdiven wie Zarah Leander, Kristina Söderbaum, Leny Marenbach oder Marika Rökk beherrschte sie, ebenso wie Gottschalk, jedoch das Understatement und die leisen Töne. Der zum Produktionszeitpunkt 32-jährige Gottschalk, der bis dahin nur auf Bühnen gespielt hatte, gab in Du und ich sein Kinodebüt. Obwohl die beiden im Jahre 1941 uraufgeführten Gottschalk-Filme (Das Mädchen von Fanö, Die schwedische Nachtigall) die populärsten seiner kurzen Leinwandkarriere waren, durfte er in diesem Jahr auf Berliner Bühnen nicht mehr auftreten. Grund dafür war seine Weigerung, sich von seiner jüdischen Ehefrau, der Schauspielerin Meta Wolff, scheiden zu lassen. Als seine Frau und das gemeinsame Kind im November 1941 ins KZ Theresienstadt deportiert werden sollten, wählte das Paar den Freitod.
Die Dreharbeiten für Du und ich dauerten von Mai bis Juli 1938. Drehorte waren u. a. die Rogo-Strumpf-Werke in Oberlungwitz (Erzgebirge) und die Stadt Hohenstein-Ernstthal. Der Film ist in Schwarzweiß und 35 mm bei einem Seitenverhältnis von 1:1,37 produziert. Bei der Zensurvorlage am 8. September 1939 (Jugendfrei) lag eine Kopie von 2902 Metern bzw. 106 Minuten Länge vor. Den Verleih übernahm die Terra-Filmkunst GmbH, Berlin. Die Uraufführung erfolgte am 7. November 1938 im Berliner Kino Capitol. Am 2. Dezember 1941 wurde der Film ein weiteres Mal zensiert; die bei dieser Gelegenheit vorgelegte Kopie war 2877 Meter bzw. 105 Minuten lang.
Infolge eines Verbots durch die alliierte Militärzensur durfte der Film nach dem Ende des Zweiten Weltkriegs zunächst nicht wieder aufgeführt werden.
Im Fernsehen wurde der Film erstmals am 27. Dezember 1981 ausgestrahlt (BR). In der DDR wurde er zum ersten Mal am 17. März 1987 gezeigt (DFF 2).
Zu einer FSK-Prüfung kam es am 25. Oktober 1996. Dabei lag eine Kopie von 2815 Metern bzw.  103 Minuten Länge vor.